# Aechmea gamosepala
Aechmea gamosepala  es una especie botánica de bromélida típica de la flora de la selva Amazónica  en Brasil, muy usada como planta ornamental. 
Esta especie perenne es citada en Flora Brasiliensis  por Carl Friedrich Philipp von Martius.
Alcanza de 3 a 6 dm de altura, follaje verde; flores azul, roja o rosa.

## Taxonomía
Aechmea gamosepala fue descrita por Ludwig Wittmack y publicado en Botanische Jahrbücher für Systematik, Pflanzengeschichte und Pflanzengeographie 13(Beibl. 29): 3, 13. 1891.
Etimología
Aechmea: nombre genérico que deriva del griego akme ("punta"), en alusión a los picos rígidos con los que está equipado el cáliz.
gamosepala: epíteto latino 
Variedades
- A. gamosepala var. gamosepala Wittm.
- A. gamosepala var. nivea Reitz, 1962

Sinonimia
- Ortgiesia gamosepala (Wittm.) L.B.Sm. & W.J.Kress[3]